# 폭스버러 스타디움
폭스버러 스타디움(Foxborough Stadium)은 미국의 다목적 경기장이다. 1994년 FIFA 월드컵과 1999년 FIFA 여자 월드컵에서 경기장으로 사용되었다. 과거 NFL 뉴잉글랜드 패트리어츠와 메이저 리그 사커 뉴잉글랜드 레벌루션의 홈경기장으로 사용했다.
2002년 시설 노후화로 철거 후 질레트 스타디움이 신축되었다.

## 기록

### 1994년 FIFA 월드컵
| 날짜            | 팀 1       | 스코어 | 팀 2       | 라운드 |
| --------------- | ---------- | ------ | ---------- | ------ |
| 1994년 6월 21일 | 아르헨티나 | 4 - 0  | 그리스     | D조    |
| 1994년 6월 23일 | 대한민국   | 0 - 0  | 볼리비아   | C조    |
| 1994년 6월 25일 | 아르헨티나 | 2 - 1  | 나이지리아 | D조    |
| 1994년 6월 30일 | 그리스     | 0 - 2  | 나이지리아 | D조    |
| 1994년 7월 5일  | 나이지리아 | 1 - 2  | 이탈리아   | 16강   |
| 1994년 7월 9일  | 이탈리아   | 2 - 1  | 스페인     | 8강    |